# Kings & Queens
〈Kings & Queens〉는 미국 가수 에이바 맥스의 곡으로, 2020년 3월 12일 애틀랜틱 레코드를 통해 그녀의 데뷔 정규 앨범 《Heaven & Hell》 (2020)의 리드 싱글로 발매되었다. 이 곡은 에이바 맥스, 브렛 맥러플린, 데스몬드 차일드, 힐러리 번스타인, 야케 에릭손, 매디슨 러브, 미모자 블린슨이 작곡하였으며, 프로듀서는 서쿳과 레드원이다. 파워 팝 장르의 곡으로, 신시사이저와 함께 일렉트릭 기타가 사용되었으며 여성의 권한 부여라는 메시지를 담고 있다.
〈Kings & Queens〉는 전반적으로 호평을 받았으며, 프로덕션, 기타 솔로, 가사가 긍정적인 평가를 받았다. 이 곡은 이스라엘, 폴란드, 슬로베니아에서 차트 1위를 기록했으며, 미국 빌보드 핫 100에서는 13위, 영국 싱글 차트에서는 19위에 올랐다. 또한 미국과 영국을 포함한 10개국에서 플래티넘 인증을 획득했다. 아이작 렌츠가 감독한 뮤직비디오에서는 칼리시에서 영감을 받은 맥스가 천상의 왕좌실을 배경으로 댄서들과 함께 춤을 추며 연회를 즐기는 모습이 담겨 있다. 한편, 미국 가수 라우브와 래퍼 서위티가 참여한 리믹스 버전 〈Kings & Queens, Pt. 2〉는 2020년 8월 6일 발매되었다.

## 곡 목록
| #  | 제목               | 재생 시간 |
| -- | ------------------ | --------- |
| 1. | 〈Kings & Queens〉 | 2:42      |

| #  | 제목                          | 재생 시간 |
| -- | ----------------------------- | --------- |
| 1. | 〈Kings & Queens〉 (Acoustic) | 3:08      |

| #  | 제목                                    | 재생 시간 |
| -- | --------------------------------------- | --------- |
| 1. | 〈Kings & Queens〉 (James Carter Remix) | 2:16      |
| 2. | 〈Kings & Queens〉 (Until Dawn Remix)   | 3:15      |
| 3. | 〈Kings & Queens〉 (MOTi Remix)         | 3:00      |
| 4. | 〈Kings & Queens〉 (Fairlane Remix)     | 3:35      |

| #  | 제목                                               | 재생 시간 |
| -- | -------------------------------------------------- | --------- |
| 1. | 〈Kings & Queens, Pt. 2〉 (피처링 라우브와 서위티) | 2:55      |

## 인증
| 국가                               | 인증        | 판매량/출하량 |
| ---------------------------------- | ----------- | ------------- |
| 오스트리아 (IFPI 오스트리아)       | 2× 플래티넘 | 60,000        |
| 벨기에 (BEA)                       | 플래티넘    | 40,000        |
| 브라질 (Pro-Música Brasil)         | 플래티넘    | 40,000        |
| 캐나다 (뮤직 캐나다)               | 3× 플래티넘 | 240,000       |
| 덴마크 (IFPI Danmark)              | 골드        | 45,000        |
| 프랑스 (SNEP)                      | 골드        | 100,000       |
| 독일 (BVMI)                        | 플래티넘    | 400,000       |
| 이탈리아 (FIMI)                    | 플래티넘    | 70,000        |
| 노르웨이 (IFPI 노르웨이)           | 2× 플래티넘 | 120,000       |
| 폴란드 (ZPAV)                      | 3× 플래티넘 | 150,000       |
| 스페인 (PROMUSICAE)                | 골드        | 20,000        |
| 영국 (BPI)                         | 플래티넘    | 600,000       |
| 미국 (RIAA)                        | 플래티넘    | 1,000,000     |
| 판매량+스트리밍을 기반으로 한 인증 |             |               |